# Cố Luân Đoan Hiến Trưởng Công chúa
Cố Luân Đoan Hiến Trưởng Công chúa (chữ Hán: 固倫端獻長公主, 1633 - 1648), Công chúa nhà Thanh, là Hoàng nữ thứ bảy của Thanh Thái Tông Hoàng Thái Cực.

## Cuộc đời
Cố Luân Đoan Hiến Công chúa sơ hào là Thục Triết Công chúa (淑哲公主), sinh vào giờ Mùi, ngày 16 tháng 11 (âm lịch), năm Thiên Thông thứ 7 (1633). Bà là con gái út của Hiếu Trang Văn Hoàng Hậu, chị gái của Thuận Trị Đế.
Năm Sùng Đức thứ 6 (1641), ngày 16 tháng 2, bà được chỉ hôn Khanh Cát Nhĩ Cách (铿吉尔格). Ngạch phò là con trai của Nội đại thần, Nhị đẳng Mai Lặc Chương Kinh Ngạc Tề Nhĩ Tang (鄂齐尔桑) thuộc Bác Nhĩ Tế Cát Đặc thị, là cháu nội của Trát Lỗ Đặc bộ Bối lặc Ba Khắc (巴克).
Năm Thuận Trị thứ 2 (1645), ngày 16 tháng 1, bà chính thức xuất giá, Thuận Trị Đế đích thân đến Vũ Anh điện tổ chức Thịnh yến.
Năm thứ 5 (1648), tháng 2, Thục Triết Công chúa qua đời khi mới 16 tuổi.
Năm thứ 13 (1656), ngày 19 tháng 6, Thuận Trị Đế truy thụy cho bà là Cố Luân Đoan Hiến Trưởng Công chúa (固倫端獻長公主).

## Ngạch phò
Trong "Thanh thực lục" có ghi chép: "Năm Sùng Đức thứ 6 (1641), hứa gả Công chúa cho con trai Nga Tề Nhĩ Tang là Khanh Cát Nhĩ Cách". Đến năm Thuận Trị thứ 2 (1645) lại ghi chép: "Công chúa gả cho con trai Nga Tề Nhĩ Tang là Lạt Ma Tư".
Trong "Thanh sử cảo" phần Ngạc Tề Nhĩ Tang truyện lại ghi chép rằng "Năm Thuận Trị thứ 2 (1645), tháng 1, con trai là Lạt Ma Lạt lấy Cố Luân Công chúa, thụ phong Cố Luân Ngạch phò".
Rõ ràng trong các ghi chép về Ngạch phò của Thục Triết Công chúa có điểm mâu thuẫn. Ghi chép trong "Công chúa biểu" cho rằng Khanh Cát Nhĩ Cách (铿吉尔格) cải danh thành Lạt Ma Tư (喇麻思), dịch văn là Tác Lạt Ma Lạt (作喇麻喇). Ái Tân Giác La tông phổ cũng ghi chép theo giả thuyết này.
Đường Bang Trì (唐邦治) lại đưa giả thuyết thứ hai, đó là Khanh Cát Nhĩ Cách là anh trai của Lạt Ma Tư. Công chúa trước gả cho anh, sau lại tái giá với em trai. Trường hợp này xác thực đã từng xảy ra với Cố Luân Ôn Trang Trưởng Công chúa, sau khi Ngạch phò Ngạch Triết mất, Công chúa tái giá với em chồng là A Bố Nại. Tuy nhiên thời gian mà Ôn Trang Trưởng Công chúa gả cho Ngạch Triết và A Bố Nại lần lượt là 1635 và 1645, trong khi tất cả các ghi chép về việc Thục Triết Công chúa gả cho Khanh Cát Nhĩ Cách hay Lạt Ma Tư đều vào tháng 1 năm Thuận Trị thứ 2 (1645). Vì vậy, khả năng Công chúa tái giá xảy ra không cao.